# Uusikaupunki
Uusikaupunki (in svedese Nystad) è una città finlandese di 15092 abitanti, situata nella regione del Varsinais-Suomi.
Il finlandese è la sola lingua ufficiale. Sia in finlandese che in svedese il nome della città significa "nuova città".
Uusikaupunki è la sede di Valmet Automotive, una società di produzione meccanica, specializzata nella produzione di autovetture e altri veicoli. Nella città vi è inoltre il museo di Bonk. Nel 1808 vi nacque il pittore Robert Wilhelm Ekman.

## Storia
Il nome originario del paese principale che è stato incorporato nella Uusikaupunki era Kalainen (che è un aggettivo che significa in finlandese "pescoso", "ricco di pesce"). Il villaggio di Kalainen era nato come luogo di mercato per la popolazione del distretto di Vakka-Suomi. La città di Uusikaupunki è stata fondata come una città con i diritti di commercio nel 1617 con un decreto di Gustavo II Adolfo.
Nel 1721, vi fu firmata la Pace di Nystad, che pose fine alla Grande guerra del Nord tra l'Impero svedese e il Regno russo. Fino al XIX secolo fu un importante porto per il commercio e la pesca, e fino alla seconda metà del XX secolo mantenne un'importante industria navale.

## Politica
Alle elezioni parlamentari del 2011 vi sono state le seguenti preferenze:
- Partito Socialdemocratico   26,6%
- Veri Finlandesi   23,4%
- Partito di Coalizione Nazionale   19.6%
- Partito di Centro   13,1%
- Alleanza di Sinistra   8,1%
- Democratici Cristiani   4,2%
- Lega Verde   2,3%
- Partito Comunista   0,7%
- Partito Popolare Svedese   0,6%

## Amministrazione

### Gemellaggi
Uusikaupunki è gemellata con:
- Antsla, Estonia
- Haderslev, Danimarca
- Novgorod, Russia
- Sandefjord, Norvegia
- Szentendre, Ungheria
- Varberg, Svezia